# ریچل سامرز
ریچل «ری» آن سامرز (به انگلیسی: Rachel Anne Summers) که همچنین با نام ریچل گری نیز شناخته می‌شود، یک شخصیت خیالی در کتاب‌های کامیک منتشر شده توسط مارول کامیکس است، که اغلب با مجموعه مردان ایکس در ارتباط است. شخصیت ریچل سامرز توسط نویسنده کریس کلیرمونت و هنرمند جان بیرن خلق شده است که برای اولین بار در مجموعه کمیک مردان-ایکس غیرطبیعی، در ژانویه ۱۹۸۱ معرفی شد.
او در آینده جایگزین دختر سایکلاپس (اسکات سامرز) و جین گری-سامرز است. او همچنین خواهر ناتنی کابل، برادرزادهٔ هاوک و وُلکان محسوب می‌شود. ریچل سامرز جهش‌یافته‌ای قدرتمند است که توانایی‌های وسیع دورآگاهی و دورجنبی مادرش را به ارث برده است. او همچنین اسم رمز اولیه مادرش شامل فینکس و مارول گرل را نیز به ارث برده است.

## زندگینامه شخصیت
او بیشتر دوران کودکی خود را در مدرسهٔ مخصوص جوانان با استعداد پروفسور چارلز اگزاویه گذراند. ریچل آن سامرز از زمین در آینده‌ای جایگزین با نام زمین-۸۱۱ آمده است که در خط داستانی «روزهای گذشته آینده» روایت شده است. در این واقعیت، زمانی که ریچل تنها یک بچه بود، به دلیل ترور سناتور رابرت کلی، نیروهای فدرال به مدرسه جهش‌یافته‌ها حمله کردند، و تنها بازمانده پس از این فاجعه در بین آن‌ها ریچل بود که سربازها او را در کنار پیکر اگزاویه پیدا کردند. ریچل به دست کارکنان شخصی سادیسمی به نام اَهب (اخاب) ربوده شد که با استفاده از داروهای روانگردان، هیپنوتیزم درمانگر و شکنجه او را تبدیل به شکارچی نمود، جهش‌یافته‌ای که رد پای دیگر جهش‌یافته‌ها را پیدا و سپس آن‌ها را نابود می‌کرد.
او وظایف خود را توسط توانایی دورکاری ذهن انجام می‌داد، اما قدرت ذهنی او که باعث ارتباطش با قربانیان می‌شد، غم و ناامیدی او را دو چندان کرد و همین مسئله سبب شد که به اَهب حمله کند و او را بترساند. اهب نیز در مقابل ریچل را به اردوگاه توقیف جهش‌یافته‌ها واقع در برانکس جنوبی تبعید کرد، مکانی که او به بازمانده جهش‌یافته‌هایی همچون ولورین، مگنیتو، کلوسوس، استورم، کیتی پراید و معشوقش فرانکلین ریچاردز پیوست. آن‌ها با همکاری یکدیگر موفق به فرار شدند و سپس نقشه‌ای برای تغییر تاریخ کشیدند.
آن‌ها با استفاده از توانایی ریچل و احتمالاً دسترسی به نیروی نهفته فینکس، قادر به تعویض خودآگاهی کیتی پراید در گذشته با سن نوجوانی او شدند، تا بتواند به هر نحوی جلوی قتل سناتور کلی را بگیرد. پراید موفق به نجات جان سناتور کلی شد، اما این امر تنها موفق به ایجاد تاریخ جایگزین دیورژانس شد، و تأثیر و تغییری در نتیجه واقعیت امر نگذاشت. گروه آن‌ها بار دیگر توسط سنتینال‌ها مورد تعقیب قرار گرفت و تمام افراد یکی یکی دستگیر شدند تا زمانی که فقط ریچل و کیتی پراید باقی ماندند. ریچل و پراید به طور مخفیانه وارد پروژه «نیم‌راد» شدند تا به انجام مأموریتی انتحاری برای از بین بردن مدل جدید سنتینال‌ها بپردازند، اما در نهایت به دام افتادند.